# Case Report Form
Das Case Report Form (Abkürzung CRF – deutsch Prüfbogen genannt, in der elektronischen Form eCRF) ist ein Erhebungsbogen (Papiervordruck oder elektronisch), in dem die entsprechend dem Prüfplan einer klinischen Prüfung erforderlichen Untersuchungsdaten eines Patienten (Proband) festgehalten und an den Auftraggeber, in der Regel ein pharmazeutisches Unternehmen (Pharmaforschung), berichtet werden. Diese Berichterstattung findet normalerweise in anonymisierter Form statt.

So genannte „unerwünschte Ereignisse“, die in diesem Erhebungsbogen protokolliert werden, können bei einer späteren Zulassung eines Arzneimittels in der Packungsbeilage als Nebenwirkung aufgeführt sein.
In der jüngsten Gesetzgebung der Bundesrepublik Deutschland wird der Umgang mit den Prüfbögen gesetzlich geregelt: „Der Sponsor“ (z. B. pharmazeutisches Unternehmen) „stellt sicher, dass die wesentlichen Unterlagen der klinischen Prüfung einschließlich der Prüfbögen nach der Beendigung oder dem Abbruch der Prüfung mindestens zehn Jahre aufbewahrt werden. Andere Vorschriften zur Aufbewahrung von medizinischen Unterlagen bleiben unberührt“ (aus der Verordnung über die Anwendung der Guten Klinischen Praxis bei der Durchführung von klinischen Prüfungen mit Arzneimitteln zur Anwendung am Menschen vom 9. August 2004).